# Plectreurys vaquera
Plectreurys vaquera är en spindelart som beskrevs av Willis J. Gertsch 1958. Plectreurys vaquera ingår i släktet Plectreurys och familjen Plectreuridae. Inga underarter finns listade i Catalogue of Life.